# Lena Raubaum
Lena Raubaum (* 1984 in Wien) ist eine österreichische Autorin von Kinder- und Jugendliteratur. Außerdem arbeitet sie als Sprecherin für Werbung, Dokumentationen, Audio-Guides, Hörbücher, Hörspiele und Imagefilme.

## Leben
Lena Raubaum wurde 1984 in Wien geboren und absolvierte ihre Matura in Wien (Bundesgymnasium Maroltingergasse, Maturajahrgang 2003). Danach arbeitete sie ein Jahr in den USA als Au pair. In der Folge studierte sie Publizistik- und Kommunikationswissenschaft, schloss jedoch das Studium nach eigenen Angaben nicht ab. Darüber hinaus ist sie ausgebildete Schauspielerin, diplomierte Sprecherin, Yoga-Lehrerin für Kinder und Erwachsene und Nuad-Praktikerin. Lena Raubaum lebt mit ihrem Mann und ihrer Tochter in Wien.

## Werke (Auswahl)

### Bilderbücher
- Ungalli, Illustrationen von Tobias Krejtschi, Innsbruck-Wien: Tyrolia Verlag, 2024, ISBN 978-3-7022-4192-6
- Hallo, altes Haus!, Illustrationen von Clara Frühwirth, Österreichischer Integrationsfonds, Wien 2022
- Worauf wartest du noch?, Illustrationen von Clara Frühwirth, Innsbruck-Wien: Tyrolia Verlag, 2022, ISBN 978-3-7022-4075-2
- Es gibt eine Zeit …, Illustrationen von Clara Frühwirth, Innsbruck-Wien: Tyrolia Verlag, 2020, ISBN 978-3-7022-3902-2
- La señora que desata los nudos (span. Übersetzung von "Die Knotenlöserin), Illustrationen von Clara Frühwirth, Bilbao: Mensajero, 2019, ISBN 978-84-271-4369-2
- Die Knotenlöserin, Illustrationen von Clara Frühwirth, Innsbruck-Wien: Tyrolia Verlag, 2018, ISBN 978-3-7022-3702-8

### Kinderbücher
- Qualle im Sommercamp, Illustrationen von Sabine Kranz, Innsbruck: Obelisk Verlag, 2023, ISBN 978-3-99128-089-7
- Oma Klack macht Schabernack, Innsbruck: Obelisk Verlag, 2022, ISBN 978-3-99128-015-6
- Der kleine Yogi – Glücksgeschichten, Illustrationen von Barbara L. Schauer, Königsfurt-Urania Verlag, Kiel 2021, ISBN 978-3-86826-196-7
- Qualle in der Küche, Illustrationen von Sabine Kranz, Innsbruck: Obelisk Verlag, 2021, ISBN 978-3-85197-966-4
- Ausflug mit Lama-Drama, Stuttgart: Ernst Klett Sprachen, 2020, ISBN 978-3-12-674030-2
- Qualle im Tierheim, Illustrationen von Sabine Kranz, Innsbruck: Obelisk Verlag, 2020, ISBN 978-3-85197-950-3
- Qualle im Krankenhaus, Illustrationen von Sabine Kranz, Innsbruck: Obelisk Verlag, 2019, ISBN 978-3-85197-903-9

### Sachbilderbuch
- Luki Laus – Eine höchst haarige Angelegenheit, Illustrationen von Laura Momo Aufderhaar, Innsbruck-Wien: Tyrolia Verlag, 2024, ISBN 978-3-7022-4147-6

### Gedichte / Kinderlyrik
- Ich hab da was für dich – Wortgeschenke und Gedankenstupser, Illustrationen von Katja Seifert,  Innsbruck-Wien: Tyrolia Verlag, 2024, ISBN 978-3-7022-4230-5
- Mit Worten will ich dich umarmen, Illustrationen von Katja Seifert, Innsbruck-Wien: Tyrolia Verlag, 2021, ISBN 978-3-7022-3958-9
- Der kleine Yogi – Glücksgeschichten, Illustrationen von Barbara L. Schauer, Königsfurt-Urania Verlag, Kiel 2021, ISBN 978-3-86826-196-7

### Beiträge in Bilderbuchzeitschriften
- 2 Kinder, 3 Rätsel, 1 Schatz, in: Papperlapapp Kinderbuchzeitschrift No. 26, Wien 2024
- Wer spricht denn da?, Illustrationen von Anna Vaivare, in: Papperlapapp Kinderbuchzeitschrift No. 21, Wien 2022
- Frau Grau und Herr Kunterbunt, Illustrationen: Joanne Liu, in: Papperlapapp Kinderbuchzeitschrift No. 17, Wien 2020

### Beiträge in literarischen Fachzeitschriften
- Wir müssen uns bewegen – oder: Was ich durch Umarmungen über Marketing gelernt habe, in: bn – Bibliotheksnachrichten Ausgabe 03/2023, Salzburg 2023
- Ein Stückchen Österreich – Lyrische Annäherungen, in: 1001 Buch – Das Magazin für Kinder und Jugendliteratur Ausgabe 01/2023
- „Lean on me“ oder: In Anlehnung an die schönen Künste, in: bn – Bibliotheksnachrichten Ausgabe 01/2023, Salzburg 2023
- Ich-Findung mit Juckreiz, in: 1001 Buch – Das Magazin für Kinder und Jugendliteratur, Ausgabe 02/2021
- Autobiografisch? Oder: Wie das Buch „Die Knotenlöserin entstand und was ein PKW, Traubenzucker und der Stephansdom damit zu tun haben“, in: bn – Bibliotheksnachrichten Ausgabe 02/2020, Salzburg 2023

## Preise und Auszeichnungen
- 2025 – Nominiert für den Astrid-Lindgren-Gedächtnis-Preis (schwedisch Litteraturpriset till Astrid Lindgrens minne; englisch Astrid Lindgren Memorial Award, ALMA)
- 2025 – Kollektion zum Österreichischen Kinder- und Jugendbuchpreis mit dem Buch Ich hab da was für dich.Gedichte und Gedankenstupser?, Innsbruck-Wien: Tyrolia Verlag, 2024, ISBN 978-3-7022-4230-5
- 2025 – Ich hab da was für dich. Gedichte und Gedankenstupser ist Kinderbuch des Monats Januar 2025 (der Jury der Deutschen Akademie für Kinder- und Jugendliteratur)
- 2025 – Ich hab da was für dich. Gedichte und Gedankenstupser ist Buch des Monats Januar 2025 des Vereins zur Förderung der Kinder- und Jugendliteratur (Essen)
- 2025 – Ich hab da was für dich. Gedichte und Gedankenstupser ist Teil der besten 7 Bücher für junge Leser im Deutschlandfunk Jänner 2025
- 2024 – Ich hab da was für dich. Gedichte und Gedankenstupser ist Nr. 1 der ersten ORF Bestenliste für Kinder im November 2024
- 2024 – Nominiert für den Astrid-Lindgren-Gedächtnis-Preis (schwedisch Litteraturpriset till Astrid Lindgrens minne; englisch Astrid Lindgren Memorial Award, ALMA)
- 2024 – Longlist zum Wissenschaftsbuchpreis 2024 in der Kategorie „Junior-Wissensbücher“ mit dem Buch Luki Laus – Eine höchst haarige Angelegenheit, Innsbruck-Wien: Tyrolia Verlag, 2024, ISBN 978-3-7022-4147-6
- 2023 – EMYS Sachbuchpreis Dezember mit dem Buch Luki Laus – Eine höchst haarige Angelegenheit, Innsbruck-Wien: Tyrolia Verlag, 2024, ISBN 978-3-7022-4147-6
- 2023 – Kollektion zum Österreichischen Kinder- und Jugendbuchpreis mit dem Buch Worauf wartest du noch?, Innsbruck-Wien: Tyrolia Verlag, 2022, ISBN 978-3-7022-4075-2
- 2023 – Amazing Bookshelf zum Bologna Ragazzi Award 2022 mit dem Buch Worauf wartest du noch?, Innsbruck-Wien: Tyrolia Verlag, 2022, ISBN 978-3-7022-4075-2
- 2023 – Empfehlungsliste Katholischer Kinder- und Jugendbuchpreis mit dem Buch Worauf wartest du noch?, Innsbruck-Wien: Tyrolia Verlag, 2022, ISBN 978-3-7022-4075-2
- 2022 – Preis der Jungen Leser:innen des Büchereiverbandes Österreichs für Mit Worten will ich dich umarmen, Innsbruck-Wien: Tyrolia Verlag, 2021, ISBN 978-3-7022-3958-9
- 2022 – Österreichischer Kinder- und Jugendbuchpreis 2022 mit Mit Worten will ich dich umarmen, Innsbruck-Wien: Tyrolia Verlag, 2021, ISBN 978-3-7022-3958-9
- 2022 – Empfehlungsliste Katholischer Kinder- und Jugendbuchpreis 2022 mit Mit Worten will ich dich umarmen, Innsbruck-Wien: Tyrolia Verlag, 2021, ISBN 978-3-7022-3958-9
- 2021 – Empfehlungsliste Katholischer Kinder- und Jugendbuchpreis 2021 mit Es gibt eine Zeit …, Innsbruck-Wien: Tyrolia Verlag, 2020, ISBN 978-3-7022-3902-2
- 2020 – Kollektion zum Österreichischen Kinder- und Jugendbuchpreis 2020 mit Qualle im Krankenhaus, Innsbruck: Obelisk Verlag, 2019, ISBN 978-3-85197-903-9
- 2016 – DIXI Kinderliteraturpreis in der Kategorie Kinderlyrik